# آرچر (زره‌پوش ضدتانک)
آرچر (به انگلیسی: Archer) یک زره‌پوش ضدتانک ساخت بریتانیا بود که در میانه جنگ جهانی دوم بر پایه شاسی تانک والنتین طراحی شد.

## طراحی و کاربرد
تولید توپ ضدتانک ۱۷-پاوندر از میانه سال ۱۹۴۲ آغاز شد. ارزیابی‌هایی برای نصب این توپ بر روی تانک‌ها و سوار کردن آن بر ادوات خودکششی به عنوان زره‌پوش ضدتانک صورت گرفت. از تانک‌هایی که به تعداد در دسترس بودند، استفاده از کروسِیدر به‌جهت اندازه کوچک و توان پایین منتفی بود. تانک والنتین تنها گزینه دیگر بود. در نخستین ایده سوار کردن توپ ۱۷-پاوندر بر گونه بیشاپ مطرح شد. با این وجود، طول بلند لوله ۱۷-پاوندر و ارتفاع خیلی بلند سازه فوقانی بیشاپ این کار را غیر عملی می‌کرد. از این رو وزارت تدارکات بریتانیا از شرکت ویکرز خواست یک خودوری خودکششی کاملاً جدید بر پایه شاسی قابل‌اطمینان تانک والنتین بدین منظور طراحی کند که منطبق بر اندازه بزرگ توپ ۱۷-پاوندر باشد.
کار بر روی گونه جدید از ماه ژوئیه سال ۱۹۴۲ آغاز و نخستین پیش‌نمونه ماه مارس سال ۱۹۴۳ برای کارآزمایی آماده شد. خودروی جدید «آرچر» نام گرفت و اساساً تانک والنتین با یک سازه فوقانی روباز بر روی اتاقک خدمه بود. توپ ۱۷-پاوندر در آن رو به پشت نصب شد و محدودیت چرخش داشت. سازه فوقانی در جلوی زره‌پوش بود. راننده در جایگاه مشابه تانک اولیه می‌نشست. جلوی سازه فوقانی امتداد صفحه زرهی جلوی بدنه بود. بدین شکل با وجود طول بلند توپ، خودروی خودکششی بدنه‌ای جمع‌وجور و ارتفاع نسبتاً کمی داشت.
کارآزمایی شلیک ماه آوریل سال ۱۹۴۳ انجام شد و در نتیجه آن درخواست‌هایی برای تغییر در برخی قسمت‌های پایه توپ و تجهیزات هدایت آتش مطرح گردید. در کل خودرو رضایت‌بخش بود و در اولویت تولید قرار گرفت. نخستین مدل تولیدی ماه ماه سال ۱۹۴۴ تکمیل شد. سفارش اولیه برای ۸۰۰ اراده صادر گشت.
گردان‌های ضدتانک لشکرهای زرهی بریتانیایی از ماه اکتبر سال ۱۹۴۴ مجهز به زره‌پوش آرچر شدند. محدودیت‌های تاکتیکی حاد در ارتباط با توپ رو به پشت آرچر وجود داشت و در ابتدا بدان به عنوان یک گونه موقت تا هنگام رسیدن طراحی‌های بهتر، نگاه می‌شد. با این حال آرچر سلاحی اتکاپذیر و مؤثر از آب درآمد. این زره‌پوش تا میانه دهه ۱۹۵۰ به خدمت در نیروی زمینی بریتانیا ادامه داد. در سال‌های پس از جنگ به چندین کشور دیگر نیز تحویل گرید. تا سال ۱۹۴۵ مجموعاً ۶۶۵ اراده از زره‌پوش آرچر، تماماً توسط شرکت ویکرز، تولید شد.